# Isonzói csaták
Az isonzói csaták az első világháborúban zajlottak le az Isonzó folyónál, a mai Szlovénia és Olaszország területén, az olasz fronton az Osztrák–Magyar Monarchia és Németország, illetve Olaszország csapatai között.

## Az Isonzó menti harcok 1915-ben
Olaszország 1915. május 23-án hadat üzent az Osztrák–Magyar Monarchiának. Olaszország célja az volt, hogy mélyen benyomuljon azokra a területekre, amelyeket az 1915. április 26-án megkötött londoni egyezmény garantál Olaszország számára. Az olasz támadás egyik fő iránya a Júliai-Alpok és az Isonzó folyó volt. Az olasz haditervek szerint az Isonzó felé támadó olasz hadsereg a folyó átlépése után két részre oszlik, az egyik hadtest folytatja útját Karintia, a Dráva felé, míg a másik délre vonul, Trieszt és az isztriai-partvidék irányába. Az olasz támadás 1915. június 23-án elakadt az Isonzó folyónál, mivel a Monarchia a keleti frontról és a Balkánról csapatokat küldött a térségbe. Emellett hibás volt az olasz katonai stratégiai tervezés is: nem számoltak a terepviszonyokkal, az előrenyomulást nemcsak az ellenség, hanem az időjárás és a rendkívül magas hegyláncok is késleltették. Az olasz támadás 1915 közepére kifulladt, és a nyugati fronthoz hasonló állóháború alakult ki. 1915-ben négy nagyobb támadás történt az Isonzó szakaszán, de egyik támadás sem érte el a célját; Olaszország felkészült egy hosszabb háborúra.

## Az Isonzó menti harcok 1916-ban
1916 az első világháborúban a felőrlő harcok éve volt. A francia hadvezetésre nagy német nyomás nehezedett Verdunnél, és az antant elemi érdeke volt, hogy a központi hatalmak más frontszakaszain mielőbb támadásokat kezdjenek az antant hatalmak. Így indult meg 1916 márciusában az ötödik isonzói csata, melynek során Görzöt elfoglalták az olaszok. A támadás 1916 augusztusában folytatódott, a hatodik isonzói csata során 20 km mélyen benyomultak az isonzói frontvonal mögé, és új védőállásokat építettek ki. Bár a támadás sikeres volt, a döntő győzelemtől nagyon messzire álltak az olaszok, mivel a Monarchia stabilizálta a térségben állomásozó erőit. 1916. augusztus 28-án Németország hadat üzent Olaszországnak, így az olasz csapatoknak már a Monarchia és Németország erőivel szemben is fel kellett venniük a harcot, a korábbi olasz fölény az isonzói frontszakaszon kiegyenlítődött. A hetedik isonzói csata csak három napig tartott, a nyolcadik isonzói csata pedig nem eredményezett áttörést az olaszok számára. A kilencedik isonzói csata olasz kudarca – mely november 4-én ért véget – szintén azt eredményezte, hogy az olasz csapatoknak egy következő télre kellett felkészülniük az isonzói frontvonalon.

## Az Isonzó menti harcok 1917-ben
Az antant hatalmak 1917 nyarán be akarták fejezni a háborút, terveik szerint egy minden fronton meginduló antant támadás elsöpri a központi hatalmak seregeit. Az olasz frontszakaszon az Isonzónál tervezték az áttörési pontot, ezáltal elsöpörve a Monarchia hadseregét. Ám nem számoltak azzal az olasz hadvezetők, hogy a tél folyamán német hadmérnökök segítségével megerősítették az isonzói frontszakaszt, a stratégiai helyeket védművekkel látták el. A tizedik isonzói csata során az előrenyomuló olasz csapatok hatalmas veszteséget szenvedtek, és gyakorlatilag semmilyen stratégiai előnyre nem tettek szert. A kudarc ellenére augusztusban újból támadást készítettek elő az olaszok, a tizenegyedik isonzói csata azonban megint csak nem hozott stratégiai áttörést Olaszország számára. A Monarchia erői végzetesen kimerültek a XI. isonzói csata után, ezért nagy hibát követtek el az olaszok, amikor a XI. isonzói csata után nem indítottak újabb támadást. Ennek az lett a következménye, hogy a Monarchia hadvezetése úgy gondolta, hogy mivel a keleti front megszűnt Oroszország veresége miatt, így német csapatokkal megtámogatva megkezdhetnek az olasz fronton egy átfogó támadást. Erre októberben került sor, a caporettói áttörés során az előrenyomuló monarchiabeli és német csapatokat az olaszok nem tudták megállítani Caporettónál, az olasz csapatok visszavonultak a Piave folyóig. A caporettói áttörés – XII. isonzói csata – teljes győzelmet hozott a Monarchia számára 1917-ben, az isonzói frontszakasz stratégiai jelentősége megszűnt, a frontvonal 100 km-rel nyugatabbra húzódott, mint a támadás előtt.

## Az isonzói csaták mérlege
Az isonzói csaták az első világháborúban tipikus, felőrlő harcok halmazába tartozott. Viszonylag kis területen nagy létszámú hadseregek csaptak össze, mely csaták területnyereségre nem vezettek, vagy csekély jelentőségűek voltak, ugyanakkor nagyszámú sebesült és halott maradt a harcoló felek mindkét oldalán. Az Isonzó mentén állóháború alakult ki, mely 1917-ig tartott, amikor a caporettói áttörés során az isonzói frontszakasz megszűnt, az Osztrák–Magyar Monarchia csapatai előrenyomultak Olaszországba. Az isonzói csaták során 1 100 000 olasz katona tűnt el, halt meg vagy sebesült meg, a Monarchia vesztesége ennek a fele volt, kb. 500 000 katona halt meg vagy tűnt el. Olaszországnak több mint 480 000 katonája esett el az első világháború során, ezek döntő része az isonzói csaták során. A háború után az Isonzó völgye Olaszországhoz került, az Isonzó mentén kiépített védművek, lövészárkok pedig mind a mai napig megmaradtak.

## Kapcsolódó szócikkek

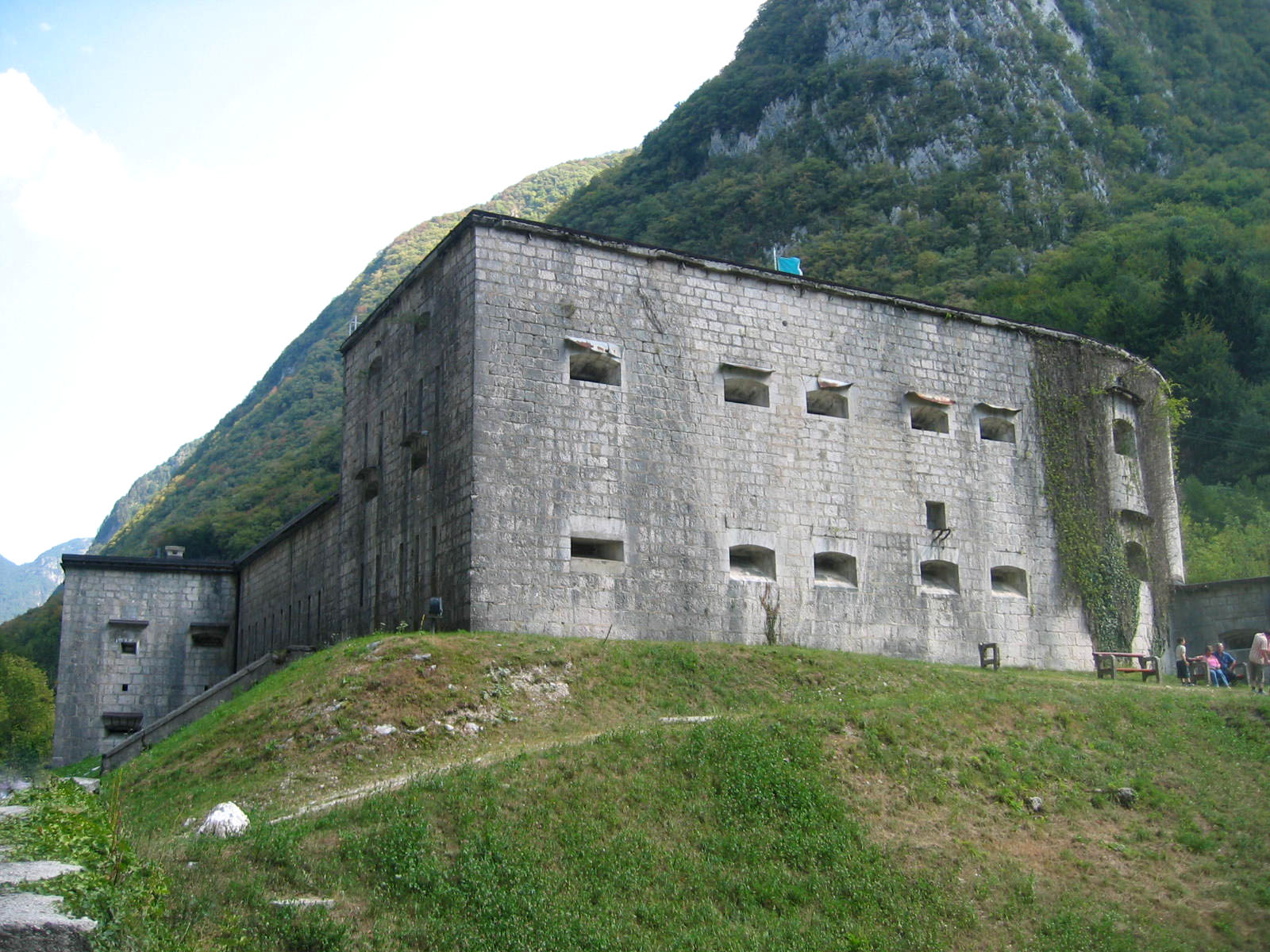
Az Osztrák–Magyar Monarchia Flitscher Klause nevű erődítménye Bovec közelében (ma múzeum)